# Цвайгельт, Фридрих
Фридрих (Фриц) Цвайгельт (нем. Friedrich (Fritz) Zweigelt; 13 января 1888, Хитцендорф, Грац-Умгебунг — 18 сентября 1964, Грац) — австрийский виноградарь, энтомолог и ботаник. В период Первой Австрийской Республики и до освобождения Австрии в 1945 году был наиболее влиятельной и известной фигурой австрийского виноделия. Его самое большое достижение, это выведенный им технический (винный) сорт винограда Цвайгельт. В последнее время всё больше обсуждаются его симпатии к НСДАП и его участие в делах этой преступной организации.

## Биография
Родился 13 января 1888 года в семье учителя в городе Хитцендорфе, возле Граца. Уже в школе проявил интерес к исследованию природы собрав коллекцию бабочек. В 1911 году получил докторскую степень по естественным наукам в Университете Граца, где он в это же время работал ассистентом в Институте физиологии растений. Его хабилитация происходила в Венском университете природных ресурсов и прикладных наук.
В 1912 году поступил в Императорскую школу виноградарства и плодоводства в городе Клостернойбург.
С 1917 по 1921 год он руководил журналом Австрийской ассоциации энтомологов.
В период с 1918 по 1922 год он подрабатывал учителем математики и физики в школе для девочек в Клостернойбурге.
В 1921 году, получив докторскую степень по энтомологии, возглавил Императорскую школу виноградарства и плодоводства в Клостернойбурге. В этом же году совместно с Паулем Штайнгрубером (нем. Paul Steingruber) и Францем Воборилом (нем. Franz Voboril) организовал государственную станцию виноградарства (нем. Bundesrebenzüchtungsstation), которую и возглавил годом спустя.
Его первые селекционные эксперименты оказались многообещающими. В 1922 году он получил саженец № 71 (нем. Klosterneuburg 71) скрещиванием Сен Лоран × Блауфранкиш, назвав его Ротбургер, который был в 1975 году переименован в Цвайгельт. В 1922 году он получил саженец № 16-8 (нем. Klosterneuburg 16-8) скрещиванием Вельшрислинг × Оранжтраубе. В том же 1922 году он вывел саженец № 24-125 скрещиванием Фрюротер Вельтлинер × Серый Португизер. В 1923 он получил саженец № 181-2 (нем. Klosterneuburg 16-8) скрещиванием Португизер × Блауфранкиш.
В 1925 году он становится главой департамента прикладной энтомологии (нем. Abteilung für angewandte Entomologie) в институте Клостернойбурга.
С 1929 по 1945 год работает редактором журнала «Das Weinland», который был посвящён виноградарству. В это время он становится самым известным австрийским специалистом по виноделию. С конца 1920-х годов он, совместно со специалистами из других стран Европы, начал кампанию в поддержку производства качественного вина и в поддержку так называемых «прямых производителей» (непривитых лоз). Его одноимённая книга (нем. Die Direktträger), написанная совместно с Альбертом Штюммером (нем. Albert Stummer) из Никольсбурга и изданная в 1929 году в Вене, до сих пор считается настольной книгой для виноделов.
В 1939 году Цвайгельт достиг пика своей научной карьеры, участвуя в винодельческом конгрессе в городе Бад-Кройцнах, расположенном в немецком винодельческом регионе Наэ.
В 1943 году Цвайгельт был повышен в должности до директора института в Клостернойбурге.
Как учёный, Фридрих Цвайгельт был очень продуктивен. Он опубликовал более 500 научных работ.
Умер 18 сентября 1964 (76 лет) года в Граце на несколько лет пережив свою жену, Фридерику. Похоронен на кладбище Святого Петра в Граце.

### Цвайгельт и национал-социализм
К сожалению, восприятие научного наследия Цвайгельта осложняется его активным участием в национал-социалистическом движении.
Цвайгельт был убеждённым немецким националистом и находился в оппозиции к популярной в Первой Австрийской Республике клерикальной Христианско-социальной партии. Он вступил в
Австрийскую НСДАП и поддерживал партию даже когда у неё были проблемы с австрийским законом. В бытность главой института в Клостернойбурге, он делал всё возможное, чтобы превратить заведение в оплот национал-социализма, и, к сожалению, ради этой цели, начиная с лета 1938 года Цвайгельт изгнал из института значительное количество своих коллег, не разделявших или недостаточно разделявших его убеждения. На замену он подбирал кадры из убеждённых национал-социалистов.
После изгнания недостаточно лояльных к национал-социализму коллег, Цвайгельт оказался вовлечён с одной стороны в противоборство со сторонниками австрофашизма, а с другой — с неофитами национал-социализма. Тем не менее, несмотря на сложности в коллективе и личные неудачи на национал-социалистическом поле, он оставался убеждённым сторонником нацизма как минимум до 1945 года. Вплоть до самого краха нацистской Германии Цвайгельт регулярно употреблял в своих высказываниях оголтелую милитаристскую и антисемитскую риторику.
После краха нацистской Германии, Цвайгельт был заключён в лагере в Клостернойбурге. Во время допросов он объяснял свои поступки тем, что был идеалистом, одураченным пропагандой, не сделавшим ничего плохого. Однако, в конце 1945 года против него всё равно было возбуждено уголовное дело. Он предстал перед народным судом в Вене, где был обвинён в преступлениях, совершённых во время правления национал-социалистов. По версии обвинения, Цвайгельт был причастен к аресту одного из его бывших учеников, Йозефа Бауэра (нем. Josef Bauer), 1928 года рождения. Бауэр был арестован Гестапо из-за участия в Австрийском сопротивлении, в группе Романа Шольца (нем. Roman Scholz), монаха-августинианца из Клостернойбурга. Бауэр затем был исключён из института.
В 1948 году первый федеральный канцлер Австрии, Карл Реннер своим приказом прекратил дело против Цвайгельта, и помиловал его. Цвайгельта признали «второстепенным преступником» (нем. minderbelastete), но даже после истечения испытательного срока так и не вернули на службу по причине возраста.

### Переосмысление наследия Цвайгельта
В послевоенное время опале подвергся не только сам Цвайгельт, но и его научные достижения. Его перестают активно цитировать, выведенные им сорта пытаются исключить из сельскохозяйственного оборота. На территории Чехословакии даже начались попытки вывести замену сорту винограда Цвайгельт, которые привели к появлению сорта Андре, отличающемуся от Цвайгельта переменой женского и мужского родительских сортов при скрещивании. Лишь к началу 1970-х годов, в значительной мере благодаря усилиям и авторитету австрийского учёного Ленца Мозера наследие Фрица начало выходить из научного забвения. В частности, сорт Цвайгельт вновь начал широко использоваться в научных и сельскохозяйственных целях. В Чехословакии, в 1975 году даже вывели новый сорт винограда на его основе — Каберне Моравия.
Впоследствии, на довольно долгое время национал-социалистические симпатии Фрица Цвайгельта перестали быть предметом широкого обсуждения. Всё изменилось в XXI веке.
Сначала, в 2002 году в австрийском винодельческом регионе Кампталь была учреждена премия доктора Фрица Цвайгельта (нем. Dr. Fritz Zweigelt-Preis). Награда просуществовала лишь до 2015 года, когда её отменили из-за нестихающей критики личности Цвайгельта.
Затем, в 2018 году, группа лиц, ассоциированных с «Institut ohne direkte Eigenschaften» (буквально, «Институт без каких-либо особенностей», скандально известный художественный центр в Вене), предложила переименовать Цвайгельт в «Блауэрмонтаг» (нем. Blauer Montag).. По состоянию на 2020 год новое название используют лишь два небольших винодельческих предприятия.

## Семья
У Фрица и Фридерики был единственный сын, Рудольф. Во время обучения на врача, его призвали в Вермахт, отправили на Восточный фронт, где он и был убит в 1944 году в Восточной Пруссии. Цвайгельт так и не оправился от потери сына.

## Сорт винограда Цвайгельт
Самое известное его достижение, это выведение сорта винограда Цвайгельт, который был получен путем скрещивания сортов Сен Лоран × Блауфранкиш. Это самый популярный красный сорт винограда в Австрии, особенно славится им регион Бургенланд. Также культивируется в Чехии, Германии, Венгрии и Словакии.

## Награды
- Медаль эрцгерцога Иоганна Австрийского, 1936 г.
- Медаль Августа Вильгельма фон Бабо[нем.], 1937 г.
- Медаль Карла Леопольда Эшериха[нем.], 1937 г.